# Torneio Paralelo de 1986
O Torneio Paralelo de 1986 foi uma competição organizada pela CBF como parte da primeira divisão do Campeonato Brasileiro de Futebol de 1986 e que foi disputado por 36 equipes divididas em quatro grupos; torneio este que por ter sido disputado unicamente com o objetivo de definir o acesso de quatro clubes para o Brasileiro de 1986, não contou com a realização de uma fase final para a definição do campeão. As equipes que ficaram em primeiro em cada grupo e por consequência alcançaram a promoção para a Série A de 1986, foram: Central de Caruaru, Criciúma, Inter de Limeira e Treze de Campina Grande. Clubes estes que, apesar de alguns reivindicar o título, nunca foram reconhecidos oficialmente como campeões da Série B de 1986 pela CBF.
Inicialmente, o certame seria disputado por apenas 24 equipes. Brasil de Pelotas, melhor colocado dos grupos C e D ao final do Campeonato Brasileiro de 1985, e Goytacaz, vice-campeão da Série B, conhecido na época como Taça de Prata, estavam garantidos na competição. As outras vinte e duas equipes seriam selecionadas de acordo com seus resultados nos campeonatos estaduais. Posteriormente, devido a problemas políticos na escolha das equipes do Rio de Janeiro, mais 12 times foram admitidos na competição, chegando ao total de 36 times que por fim disputaram o torneio.[carece de fontes?]
Assim como ocorreu na maioria das edições da Taça de Prata (nome oficial da Série B entre 1980 e 1985), as equipes primeiras colocadas nos grupos do Torneio Paralelo também disputaram a Série A do mesmo ano. Formato este que voltou a ocorrer no ano de 2000, com a Copa João Havelange, tendo como campeão do Módulo Amarelo, o Paraná, que também não é reconhecido como campeão da Série B pela CBF, e tendo tido acesso à fase final da mesma forma. A CBF, apesar de nunca ter concedido oficialmente o título de campeão aos quatro primeiros colocados, conferiu a esses clubes o percentual de pontos no seu ranking oficial relativo ao campeão da Série B, fato que faz alguns historiadores considerarem o Central de Caruaru, Criciúma, Inter de Limeira e Treze de Campina Grande como campeões da Série B de 1986. O Criciúma foi o clube que teve a melhor pontuação entre os primeiros colocados.

## Participantes
| Time                   | Cidade                | UF                        | Estádio                                             | Capacidade | Part. |
| ---------------------- | --------------------- | ------------------------- | --------------------------------------------------- | ---------- | ----- |
| América-RN             | Natal                 | Rio Grande do Norte       | Estádio João Machado (Machadão)                     | 28.000     | 05    |
| América-MG             | Belo Horizonte        | Minas Gerais              | Estádio Governador Magalhães Pinto (Mineirão)       | 50.000     | 07    |
| Americano              | Campos dos Goytacazes | Rio de Janeiro            | Estádio Godofredo Cruz                              | 12.000     | 06    |
| Anápolis               | Anápolis              | Goiás                     | Estádio Jonas Duarte                                | 14.000     | 03    |
| Avaí                   | Florianópolis         | Santa Catarina            | Estádio Aderbal Ramos da Silva (Ressacada)          | 17.800     | 03    |
| Brasil de Pelotas      | Pelotas               | Rio Grande do Sul         | Estádio Bento Mendes de Freitas                     | 13.000     | 02    |
| Cascavel               | Cascavel              | Paraná                    | Estádio Olímpico Regional Arnaldo Busatto           | 25.000     | 03    |
| Catuense               | Catu                  | Bahia                     | Estádio Antonio Carneiro                            | 8.000      | 03    |
| Central                | Caruaru               | Pernambuco                | Estádio Luiz José de Lacerda (Lacerdão)             | 19.000     | 08    |
| Confiança              | Aracaju               | Sergipe                   | Estádio Estadual Lourival Baptista (Batistão)       | 15.000     | 05    |
| CRB                    | Maceió                | Alagoas                   | Estádio Rei Pelé                                    | 20.000     | 05    |
| Criciúma               | Criciúma              | Santa Catarina            | Estádio Heriberto Hülse                             | 19.200     | 05    |
| Desportiva Ferroviária | Cariacica             | Espírito Santo (estado)   | Estádio Engenheiro Alencar Araripe                  | 7.700      | 03    |
| Ferroviário            | Fortaleza             | Ceará                     | Estádio Presidente Vargas                           | 20.200     | 03    |
| Fluminense de Feira    | Feira de Santana      | Bahia                     | Estádio Alberto Oliveira (Joia da Princesa)         | 16.200     | 03    |
| Goytacaz               | Campos dos Goytacazes | Rio de Janeiro            | Estádio Ary de Oliveira e Souza                     | 15.000     | 04    |
| Guarany                | Sobral                | Ceará                     | Estádio Plácido Aderaldo Castelo (Junco)            | 10.000     | 05    |
| Inter de Limeira       | Limeira               | São Paulo                 | Estádio Major José Levy Sobrinho                    | 40.000     | 02    |
| Itumbiara              | Itumbiara             | Goiás                     | Estádio Municipal Juscelino Kubitschek              | 14.400     | 04    |
| Juventude              | Caxias do Sul         | Rio Grande do Sul         | Estádio Alfredo Jaconi                              | 19.900     | 02    |
| Juventus               | São Paulo             | São Paulo                 | Estádio Conde Rodolfo Crespi (Rua Javarí)           | 5.500      | 04    |
| Londrina               | Londrina              | Paraná                    | Estádio Municipal Jacy Scaff (do Café)              | 30.000     | 04    |
| Maranhão               | São Luís              | Maranhão                  | Estádio Governador João Castelo (Castelão)          | 40.000     | 05    |
| Mixto                  | Cuiabá                | Mato Grosso               | Estádio José Fragelli (Verdão)                      | 32.000     | 03    |
| Moto Club              | São Luís              | Maranhão                  | Estádio Governador João Castelo (Castelão)          | 40.000     | 04    |
| Novo Hamburgo          | Novo Hamburgo         | Rio Grande do Sul         | Estádio Santa Rosa                                  | 6.000      | 07    |
| Pinheiros              | Curitiba              | Paraná                    | Estádio Érton Coelho Queiroz                        | 10.000     | 02    |
| Rio Negro              | Manaus                | Amazonas                  | Estádio Ismael Benigno (Colina)                     | 15.000     | 05    |
| River                  | Teresina              | Piauí                     | Estádio Governador Alberto Tavares Silva (Albertão) | 52.000     | 07    |
| Santo André            | Santo André           | São Paulo                 | Estádio Bruno José Daniel                           | 12.000     | 01    |
| Sport Belém            | Belém                 | Pará                      | Estádio Evandro Almeida (Baenão)                    | 13.000     | 02    |
| Taguatinga             | Taguatinga            | Distrito Federal (Brasil) | Estádio Elmo Serejo Farias (Serejão)                | 27.000     | 02    |
| Treze                  | Campina Grande        | Paraíba                   | Estádio Governador Ernani Sátyro (Amigão)           | 19.000     | 04    |
| Uberlândia             | Uberlândia            | Minas Gerais              | Estádio Municipal Parque do Sabiá                   | 52.000     | 03    |
| Ubiratan               | Dourados              | Mato Grosso do Sul        | Estádio Fredis Saldivar                             | 18.000     | 01    |

- Part. - Participações

#### Por Federação
| Clubes | Federação                                        |
| ------ | ------------------------------------------------ |
| 3      | PR, RS, SC e SP                                  |
| 2      | BA, CE, GO, MA, MG e RJ                          |
| 1      | AL, AM, DF, ES, MT, MS, PA, PB, PE, PI, RN, e SE |

## Classificação
|  | Times Classificados para a Primeira Divisão |

| PG – Pontos ganhos; J – Jogos; V - Vitória; E - Empates; D - Derrotas; GF – gols a favor; GC – gols contra; SG – Saldo de gols |

### Grupo E
| Time | Time             | PG | J | V | E | D | GP | GC | SG |
| ---- | ---------------- | -- | - | - | - | - | -- | -- | -- |
| 1    | Treze            | 12 | 8 | 5 | 2 | 1 | 8  | 2  | +6 |
| 2    | Maranhão         | 10 | 8 | 4 | 2 | 2 | 10 | 7  | +3 |
| 3    | Rio Negro        | 10 | 8 | 3 | 4 | 1 | 5  | 2  | +3 |
| 4    | Moto Club        | 9  | 8 | 4 | 1 | 3 | 9  | 10 | -1 |
| 5    | América de Natal | 9  | 8 | 3 | 3 | 2 | 9  | 3  | +6 |
| 6    | Guarany          | 8  | 8 | 3 | 2 | 3 | 8  | 9  | -1 |
| 7    | Ferroviário      | 6  | 8 | 1 | 4 | 3 | 7  | 8  | -1 |
| 8    | Sport Belém      | 4  | 8 | 1 | 2 | 5 | 5  | 11 | -6 |
| 9    | River            | 4  | 8 | 0 | 4 | 4 | 6  | 15 | -9 |

### Grupo F
| Time | Time                   | PG | J | V | E | D | GP | GC | SG |
| ---- | ---------------------- | -- | - | - | - | - | -- | -- | -- |
| 1    | Central                | 11 | 8 | 5 | 1 | 2 | 11 | 6  | +5 |
| 2    | Americano              | 11 | 8 | 5 | 1 | 2 | 11 | 6  | +5 |
| 3    | Goytacaz               | 9  | 8 | 4 | 1 | 3 | 12 | 11 | +1 |
| 4    | Desportiva Ferroviária | 8  | 8 | 3 | 2 | 2 | 9  | 7  | +2 |
| 5    | CRB                    | 8  | 8 | 3 | 2 | 3 | 6  | 7  | -1 |
| 6    | Catuense               | 8  | 8 | 2 | 4 | 2 | 9  | 9  | 0  |
| 7    | Taguatinga             | 7  | 8 | 3 | 1 | 4 | 14 | 12 | +2 |
| 8    | Fluminense de Feira    | 6  | 8 | 1 | 4 | 3 | 7  | 12 | -5 |
| 9    | Confiança              | 4  | 8 | 1 | 2 | 5 | 5  | 14 | -9 |

- No confronto direto, Central 2x0 Americano.

### Grupo G
| Time | Time             | PG | J | V | E | D | GP | GC | SG  |
| ---- | ---------------- | -- | - | - | - | - | -- | -- | --- |
| 1    | Internacional-SP | 13 | 8 | 6 | 1 | 1 | 16 | 3  | +13 |
| 2    | Juventus         | 11 | 8 | 4 | 4 | 0 | 8  | 2  | +6  |
| 3    | Santo André      | 9  | 8 | 3 | 3 | 2 | 8  | 8  | 0   |
| 4    | Anápolis         | 8  | 8 | 3 | 2 | 3 | 8  | 9  | -1  |
| 5    | Itumbiara        | 8  | 8 | 1 | 6 | 1 | 6  | 7  | -1  |
| 6    | América-MG       | 7  | 8 | 2 | 3 | 3 | 10 | 9  | +1  |
| 7    | Ubiratan         | 6  | 7 | 1 | 4 | 2 | 5  | 6  | -1  |
| 8    | Mixto            | 4  | 8 | 1 | 2 | 5 | 9  | 21 | -12 |
| 9    | Uberlândia       | 3  | 7 | 0 | 3 | 4 | 2  | 7  | -5  |

- O jogo entre Ubiratan e Uberlândia, marcado para a oitava rodada do grupo G, não foi disputado, por acordo entre os dois clubes e a CBF.

### Grupo H
| Time | Time              | PG | J | V | E | D | GP | GC | SG |
| ---- | ----------------- | -- | - | - | - | - | -- | -- | -- |
| 1    | Criciúma          | 14 | 8 | 6 | 2 | 0 | 12 | 4  | +8 |
| 2    | Marcílio Dias     | 10 | 8 | 4 | 2 | 2 | 8  | 6  | +2 |
| 3    | Pinheiros         | 9  | 8 | 3 | 3 | 2 | 11 | 9  | 2  |
| 4    | Londrina          | 9  | 8 | 3 | 3 | 2 | 9  | 8  | +1 |
| 5    | Juventude         | 8  | 8 | 2 | 4 | 2 | 7  | 5  | +2 |
| 6    | Avaí              | 7  | 8 | 3 | 1 | 4 | 5  | 6  | -1 |
| 7    | Novo Hamburgo     | 7  | 8 | 3 | 1 | 4 | 8  | 11 | -3 |
| 8    | Brasil de Pelotas | 4  | 8 | 1 | 2 | 5 | 8  | 13 | -5 |
| 9    | Cascavel          | 4  | 8 | 0 | 4 | 4 | 6  | 12 | -6 |

## Resultado final
Esta competição não possui um campeão oficial porque as fases seguintes não foram realizadas e a CBF não declarou nenhum dos vencedores dos grupos como campeão da competição. O Treze e o Central intitulam-se campeões, a Inter de Limeira cogita pleitear o título caso os anteriores consigam reconhecimento oficial, enquanto que o Criciúma não tinha interesse no reconhecimento do título até 2023, quando informa a público o desejo do reconhecimento do título. Os quatro clubes foram promovidos para a Série A do mesmo ano.